# Proteste in Kuwait del 2011-2013
Le proteste in Kuwait del 2011 si inseriscono nel contesto delle coeve proteste nel medio oriente.
Con una mossa vista da alcuni come un tentativo di far apparire come causa dei disordini popolari il disagio economico, l'emiro del Kuwait, lo sceicco Sabah IV al-Ahmad al-Jabir Al Sabah, fornisce a tutti i suoi cittadini cibo e un contributo di 4 000 dollari, spendendo circa 230 milioni di dinari. Ufficialmente il contributo è dato in commemorazione al ventesimo anniversario dalla liberazione del Kuwait dall'occupazione delle forze irachene durante la prima guerra del golfo. Il costo del cibo è stimato intorno agli 818 milioni di dollari disponibili a partire dal 1º febbraio 2011. Per questo spreco economico migliaia di manifestanti si riversano nelle strade il 19 febbraio.
Le proteste in Kuwait colpiscono un capo di governo, lo sceicco Nasser al-Mohammed al-Ahmad al-Sabah, che dalla sua nomina a primo ministro nel 2006 ha dovuto far fronte a un'opposizione parlamentare incessante, che l'ha costretto a sciogliere cinque dei sei governi da lui presieduti, mentre il parlamento è stato sciolto tre volte.